# (31873) 2000 EA130
2000 EA130 (asteroide 31873) é um asteroide da cintura principal. Possui uma excentricidade de 0.13379170 e uma inclinação de 3.22308º.
Este asteroide foi descoberto no dia 11 de março de 2000 por LONEOS em Anderson Mesa.